# Neckermann
Neckermann (fram till 2005 Neckermann Versand AG) är ett postorderföretag i Frankfurt am Main. Företaget grundades 1950 av Josef Neckermann och växte under 1950- och 1960-talet till en koncern omfattande bland annat varuhus, husförsäljning, försäkringar och investmentfonder. Neckermanns resebolag NUR ingår idag i Thomas Cook Group.
Finansiella problem gjorde att företaget 1977 togs över av Karstadt. Företaget förvärvades 2010 av Sun Capital Partners. I juli 2012 begärdes Neckermann i konkurs.